# Непрерывность множества действительных чисел
Непреры́вность — свойство множества действительных чисел {\displaystyle \mathbb {R} }, которым не обладает множество рациональных чисел {\displaystyle \mathbb {Q} }. Иногда вместо непрерывности говорят о полноте системы действительных чисел. Существует несколько различных формулировок свойства непрерывности, наиболее известные из которых: принцип непрерывности действительных чисел по Дедекинду, принцип вложенных отрезков Коши — Кантора, теорема о точной верхней грани. В зависимости от принятого определения действительного числа, свойство непрерывности может либо постулироваться как аксиома — в той или иной формулировке, либо доказываться в качестве теоремы.

## Аксиома непрерывности
При аксиоматическом построении теории действительного числа в число аксиом непременно включается следующее утверждение или эквивалентное ему:
Аксиома непрерывности (полноты). Каковы бы ни были непустые множества {\displaystyle A\subset \mathbb {R} } и {\displaystyle B\subset \mathbb {R} }, такие что для любых двух элементов {\displaystyle a\in A} и {\displaystyle b\in B} выполняется неравенство {\displaystyle a\leqslant b}, существует такое действительное число {\displaystyle \xi }, что для всех {\displaystyle a\in A} и {\displaystyle b\in B} имеет место соотношение

Геометрическая иллюстрация аксиомы непрерывности

Геометрически (если трактовать действительные числа как точки на прямой), если множества {\displaystyle A} и {\displaystyle B} таковы, что на числовой прямой все элементы одного из них лежат левее всех элементов второго, то найдется число {\displaystyle \xi }, разделяющее эти два множества, то есть лежащее правее всех элементов {\displaystyle A} (кроме, возможно, самого {\displaystyle \xi }) и левее всех элементов {\displaystyle B} (та же оговорка).
У множества рациональных чисел это свойство отсутствует. К примеру, если взять два множества: 
то для любых элементов {\displaystyle a\in A} и {\displaystyle b\in B} выполняется неравенство {\displaystyle a<b}. 
Однако рационального числа {\displaystyle \xi }, разделяющего эти два множества, не существует. В самом деле, этим числом может быть только {\displaystyle {\sqrt {2}}}, но оно не является рациональным.

## Роль аксиомы непрерывности в построении математического анализа
Значение аксиомы непрерывности таково, что без неё невозможно строгое построение математического анализа. Для иллюстрации приведем несколько фундаментальных утверждений анализа, доказательство которых опирается на непрерывность действительных чисел:
- (Теорема Вейерштрасса). Всякая ограниченная монотонно возрастающая последовательность сходится
- (Теорема Больцано — Коши). Непрерывная на отрезке функция, принимающая на его концах значения разного знака, обращается в нуль в некоторой внутренней точке отрезка
- (Существование степенной, показательной, логарифмической и всех тригонометрических функций на всей «естественной» области определения). Например, доказывается, что для всякого {\displaystyle a>0} и целого {\displaystyle n\geqslant 1} существует {\displaystyle {\sqrt[{n}]{a}}}, то есть решение уравнения {\displaystyle x^{n}=a,x>0}. Это позволяет определить значение выражения {\displaystyle a^{x}} для всех рациональных {\displaystyle x}:

{\displaystyle a^{m/n}=\left({\sqrt[{n}]{a}}\right)^{m}}
Наконец, снова благодаря непрерывности числовой прямой можно определить значение выражения {\displaystyle a^{x}} уже для произвольного {\displaystyle x\in \mathbb {R} }. Аналогично, используя свойство непрерывности, доказывается существование числа {\displaystyle \log _{a}{b}} для любых {\displaystyle a,b>0,a\neq 1}.
Длительный исторический промежуток времени математики доказывали теоремы из анализа, в «тонких местах» ссылаясь на геометрическое обоснование, а чаще — и вовсе их пропуская, поскольку это было очевидно. Важнейшее понятие непрерывности использовалось без какого-либо четкого определения. Лишь в последней трети XIX века немецкий математик Карл Вейерштрасс произвел арифметизацию анализа, построив первую строгую теорию действительных чисел как бесконечных десятичных дробей. Он предложил классическое определение предела на языке {\displaystyle \varepsilon -\delta }, доказал ряд утверждений, которые до него считались «очевидными», и тем самым завершил построение фундамента математического анализа.
Позднее были предложены другие подходы к определению действительного числа. В аксиоматическом подходе непрерывность действительных чисел выделена явно в отдельную аксиому. В конструктивных подходах к теории действительного числа, например при построении действительных чисел с помощью дедекиндовых сечений, свойство непрерывности (в той или иной формулировке) доказывается в качестве теоремы.

## Другие формулировки свойства непрерывности и эквивалентные предложения
Существует несколько различных утверждений, выражающих свойство непрерывности действительных чисел. Каждый из этих принципов можно положить в основу построения теории действительного числа в качестве аксиомы непрерывности, и из него вывести все остальные. Подробнее этот вопрос обсуждается в следующем разделе.

### Непрерывность по Дедекинду
Вопрос о непрерывности действительных чисел Дедекинд рассматривает в своей работе «Непрерывность и иррациональные числа»
. В ней он сравнивает рациональные числа с точками прямой линии. Как известно, между рациональными числами и точками прямой можно установить соответствие, когда на прямой выбирают начальную точку и единицу измерения отрезков. При помощи последней можно по каждому рациональному числу {\displaystyle a} построить соответствующий отрезок, и отложив его вправо или влево, смотря по тому, есть ли {\displaystyle a} положительное или отрицательное число, получить точку {\displaystyle p}, соответствующую числу {\displaystyle a}. Таким образом, каждому рациональному числу {\displaystyle a} соответствует одна и только одна точка {\displaystyle p} на прямой.
При этом оказывается, что на прямой имеется бесконечно много точек, которые не соответствуют никакому рациональному числу. Например, точка, полученная путём отложения длины диагонали квадрата построенного на единичном отрезке. Таким образом, область рациональных чисел не обладает той полнотой, или же непрерывностью, которая присуща прямой линии.
Предыдущее сравнение области рациональных чисел с прямой привело к открытию в первой изъянов (Lückenhaftigkeit), неполноты, или разрывности, между тем как прямой мы приписываем полноту, отсутствие пробелов, непрерывность.Р. Дедекинд, «Непрерывность и иррациональные числа»
Чтобы выяснить в чем же состоит эта непрерывность, Дедекинд делает следующее замечание. Если {\displaystyle p} есть определенная точка прямой, то все точки прямой распадаются на два класса: точки расположенные левее {\displaystyle p}, и точки расположенные правее {\displaystyle p}. Сама же точка {\displaystyle p} может быть произвольно отнесена либо к нижнему, либо к верхнему классу.
Дедекинд усматривает сущность непрерывности в обратном принципе:
Если точки прямой распадаются на два класса такого рода, что каждая точка первого класса лежит влево от каждой точки второго класса, то существует одна и только одна точка, которая производит это разделение прямой на два класса, это рассечение прямой на два куска.Р. Дедекинд, «Непрерывность и иррациональные числа»
Геометрически этот принцип представляется очевидным, однако доказать его мы не в состоянии. Дедекинд подчеркивает, что, по существу, этот принцип является постулатом, в котором выражена сущность того приписываемого прямой свойства, которое мы называем непрерывностью.
Принятие этого свойства прямой линии есть не что иное, как аксиома, посредством которой мы только и признаем за прямой её непрерывность, мысленно вкладываем непрерывность в прямую.Р. Дедекинд, «Непрерывность и иррациональные числа»

Скачок

Пробел

Чтобы глубже понять сущность непрерывности числовой прямой в смысле Дедекинда, рассмотрим произвольное сечение множества действительных чисел, то есть разделение всех действительных чисел на два непустых класса, так что все числа одного класса лежат на числовой прямой левее всех чисел второго. Эти классы называются соответственно нижним и верхним классами сечения. Теоретически имеются 4 возможности:
1. В нижнем классе есть максимальный элемент, в верхнем классе нет минимального
2. В нижнем классе нет максимального элемента, а в верхнем классе есть минимальный
3. В нижнем классе есть максимальный, а в верхнем — минимальный элементы
4. В нижнем классе нет максимального, а в верхнем — минимального элементов

В первом и втором случаях максимальный элемент нижнего или минимальный элемент верхнего соответственно и производит данное сечение. В третьем случае мы имеем скачок, а в четвертом — пробел. Таким образом, непрерывность числовой прямой означает, что в множестве действительных чисел нет ни скачков, ни пробелов, то есть, образно говоря, нет пустот.
Если ввести понятие сечения множества действительных чисел, то принцип непрерывности Дедекинда можно сформулировать так.
Принцип непрерывности Дедекинда (полноты). Для каждого сечения множества действительных чисел существует число, производящее это сечение.
Замечание. Формулировка Аксиомы непрерывности о существовании точки, разделяющей два множества, весьма напоминает формулировку принципа непрерывности Дедекинда. В действительности, эти утверждения эквивалентны, и, по существу, являются разными формулировками одного и того же. Поэтому оба эти утверждения называют принципом непрерывности действительных чисел по Дедекинду.

### Лемма о вложенных отрезках (принцип Коши — Кантора)
Лемма о вложенных отрезках (Коши — Кантор). Всякая система вложенных отрезков
имеет непустое пересечение, то есть существует по крайней мере одно число, принадлежащее всем отрезкам данной системы.
Если, кроме того, длина отрезков данной системы стремится к нулю, то есть
то пересечение отрезков данной системы состоит из одной точки.
Это свойство называют непрерывностью множества действительных чисел в смысле Кантора. Ниже будет показано, что для архимедовых упорядоченных полей непрерывность по Кантору эквивалентна непрерывности по Дедекинду.

### Принцип супремума
Принцип супремума. Всякое непустое ограниченное сверху множество действительных чисел имеет супремум.
В курсах математического анализа это предложение обычно является теоремой и его доказательство существенно использует непрерывность множества действительных чисел в той или иной форме. Вместе с тем можно наоборот, постулировать существование супремума у всякого непустого ограниченного сверху множества, и опираясь на это доказать, например, принцип непрерывности по Дедекинду. Таким образом, теорема о супремуме является одной из эквивалентных формулировок свойства непрерывности действительных чисел.
Замечание. Вместо супремума можно использовать двойственное понятие инфимума.
Принцип инфимума. Всякое непустое ограниченное снизу множество действительных чисел имеет инфимум.
Это предложение также эквивалентно принципу непрерывности Дедекинда. Более того можно показать, что из утверждения теоремы о супремуме непосредственно вытекает утверждение теоремы об инфимуме, и наоборот (см. ниже).

### Лемма о конечном покрытии (принцип Гейне — Бореля)
Лемма о конечном покрытии (Гейне — Борель). В любой системе интервалов, покрывающей отрезок, существует конечная подсистема, покрывающая этот отрезок.

### Лемма о предельной точке (принцип Больцано — Вейерштрасса)
Лемма о предельной точке (Больцано — Вейерштрасс). Всякое бесконечное ограниченное числовое множество имеет по крайней мере одну предельную точку.

## Эквивалентность предложений, выражающих непрерывность множества действительных чисел
Сделаем некоторые предварительные замечания. В соответствии с аксиоматическим определением действительного числа, совокупность действительных чисел удовлетворяет трем группам аксиом. Первая группа — аксиомы поля. Вторая группа выражает тот факт, что совокупность действительных чисел есть линейно упорядоченное множество, причем отношение порядка согласовано с основными операциями поля. Таким образом, первая и вторая группы аксиом означают, что совокупность действительных чисел представляет собой упорядоченное поле. Третья группа аксиом состоит из одной аксиомы — аксиомы непрерывности (или, полноты).
Чтобы показать эквивалентность различных формулировок непрерывности действительных чисел, следует доказать, что если для упорядоченого поля выполнено одно из этих предложений, то из этого вытекает справедливость всех остальных.
Теорема. Пусть {\displaystyle {\mathsf {R}}} — произвольное линейно упорядоченное множество. Следующие утверждения эквивалентны:
1. Каковы бы ни были непустые множества {\displaystyle A\subset {\mathsf {R}}} и {\displaystyle B\subset {\mathsf {R}}}, такие что для любых двух элементов {\displaystyle a\in A} и {\displaystyle b\in B} выполняется неравенство {\displaystyle a\leqslant b}, существует такой элемент {\displaystyle \xi \in {\mathsf {R}}}, что для всех {\displaystyle a\in A} и {\displaystyle b\in B} имеет место соотношение {\displaystyle a\leqslant \xi \leqslant b}
2. Для всякого сечения в {\displaystyle {\mathsf {R}}} существует элемент, производящий это сечение
3. Всякое непустое ограниченное сверху множество {\displaystyle A\subset {\mathsf {R}}} имеет супремум
4. Всякое непустое ограниченное снизу множество {\displaystyle A\subset {\mathsf {R}}} имеет инфимум

Как видно из этой теоремы, эти четыре предложения используют лишь то, что на {\displaystyle {\mathsf {R}}} введено отношение линейного порядка, и не используют структуру поля. Таким образом, каждое из них выражает свойство {\displaystyle {\mathsf {R}}} как линейно упорядоченного множества. Это свойство (произвольного линейно упорядоченного множества, не обязательно множества действительных чисел) называется непрерывностью, или полнотой, по Дедекинду.
Доказательство эквивалентности других предложений уже требует наличия структуры поля.
Теорема. Пусть {\displaystyle {\mathsf {R}}} — произвольное упорядоченное поле. Следующие предложения равносильны:
1. {\displaystyle {\mathsf {R}}} (как линейно упорядоченное множество) является полным по Дедекинду
2. Для {\displaystyle {\mathsf {R}}} выполнены принцип Архимеда и принцип вложенных отрезков
3. Для {\displaystyle {\mathsf {R}}} выполнен принцип Гейне — Бореля
4. Для {\displaystyle {\mathsf {R}}} выполнен принцип Больцано — Вейерштрасса

Замечание. Как видно из теоремы, принцип вложенных отрезков сам по себе не равносилен принципу непрерывности Дедекинда. Из принципа непрерывности Дедекинда следует принцип вложенных отрезков, однако для обратного требуется дополнительно потребовать, чтобы упорядоченное поле {\displaystyle {\mathsf {R}}} удовлетворяло аксиоме Архимеда.
Доказательство приведенных теорем можно найти в книгах из списка литературы, приведенного ниже.